# Ajang Armin Farid
Ajang Armin Farid (Bécs, 1969. november 9. –) fogorvos és igazságügyi fogorvos szakértő.

## Életpályája
Perzsa származású orvoscsaládba született. Gyermekkorát Ausztriában töltötte. Érettségit Ried im Innkreis városának szövetségi gimnáziumban szerezte meg 1988-ban. Ezután egy év önkéntes szolgálatot vállalt Haifaiban, a Bahai világközpontban (UNESCO világörökség).   
Fogorvosi tanulmányait 1989-ben kezdte meg a budapesti Semmelweis Egyetem német nyelvű képzésének keretében, 1994-ben megszerezte fogorvosi diplomáját. 2001-től a Semmelweis Egyetem Igazságügyi Orvostani Intézetének oktatói és szakértői tevékenységébe kapcsolódik be külső munkatársként és 2015 óta évente meghívást kap vendégelőadóként a Jeruzsálemi Orvosi Egyetemtől (Hebrew University).   
2005-ben igazságügyi fogorvos szakértőként bejegyzésre került. 2006-ban megnyitotta saját tulajdonában lévő magánklinikáját (Avicenna Fogászati Rendelő), de emellett dolgozott még Bernben (Svájc) és Londonban (Anglia) is 2019-ig. 2023-ban, házasságkötése után elköltözött Luxemburgba és fogszakorvosként dolgozik azóta egy magán rendelőben a Centre Medico Faiencerie-nél.  

## Igazságügyi fogorvos szakértői munkássága
Dr. Ajang Armin Farid az Egyesült Államokban tanulta a harapásnyomok elemzését Washingtonban az Amerikai Fegyveres Erők Patológiai Intézetében, és San Antonióban a Texasi Egyetem Igazságügyi Fogorvostani Tanszékén részesült továbbképzésében. Majd a Semmelweis Egyetem Igazságügyi Orvostan Intézet külső óraadójaként Dr. Felszeghy Endre mentorsága alatt kapott további ismereteket az Igazságügyi fogorvosszakértői pályán. 2007-ben részt vett egy országos DVI (tömegszerencsétlenség-azonosító) csoport felállításában a Semmelweis Egyetem Igazságügyi és Biztosítás-orvostani Intézetén belül. 2018 óta tagja lett az INTERPOL DVI fogászati al-munkacsoportjának, mint magyarországi képviselő.  
Izraelben a helyi rendőrségnek tartott tréninget több alkalommal, valamint rendszeresen meghívták a Bahá’í Világközpont orvosi részlegétől fogorvosi tanácsadóként.
2012-ben tagságot kapott az Amerikai Igazságügyi Tudományos Akadémiától (American Academy of Forensic Sciences) és ugyanebben az évben az Atlantában megrendezett nemzetközi találkozójukon előadást tartott „Harapásnyomok elemzése Magyarországon” címmel. A 2013-as Washingtonban szervezett találkozón arról beszélt, hogyan támogatják az amerikai igazságügyi szakértők a magyar igazságügyi fogorvosi munkát, majd 2014-es Seattle-i előadása a Magyarországon alakult tömegszerencsétlenség azonosító csoport munkájáról szólt. Szintén ez évben a magyarországi harapásnyom elemzésről hallgathatták Seoul-ban a Nemzetközi Igazságügyi fesztiválon (Word Forensic Festival). Azt ezt követő évben az Alpe-Adria-Pannonia 24. Nemzetközi Találkozóján, melynek témája az Igazságügyi Orvoslás volt, előadását a harapásnyom elemzés témája köré építette fel. 2016-ban pedig ismételten az Amerikai Igazságügyi Tudományos Akadémia által szervezett Las Vegas-i találkozón adott elő: "Az igazságügyi fogorvosszakértők manipulálása – a bűnügyi igazságszolgáltatás útjának megváltoztatása Magyarországon".      
2016-ban az Interpol DVI fogorvosszakértői munkacsoport és az Igazságügyi Fogorvosszakértők az Emberi Jogokért (Forensic Odontologist for Human Rights) tagja lett. Majd 2017-ben az Amerikai Igazságügyi Fogorvosszakértők Társoságának (American Society of Forensic Odontologist) és a Britt Igazságügyi Fogorvosszakértők Egyesületének (British Association of Forensic Odontology) is. Az Amerikai Tudományos Akadémia 2018-ban Seattle-ben megrendezett konferenciáján, ez alkalommal egy projektet prezentált: "Egy digitális megoldás a harapásnyom-elemzésben az igazságügyi mérőeszközök optimalizálására" címmel. Meghívást kapott a Francia Igazságügyi Fogorvosszakértői Társoságtól (Association Francaise D'identification Odontologique) a XXIX. éves találkozó alkalmából, mint vendégelőadó. 2020-ban Anaheim-ben (California, USA) az Amerikai Igazságügyi Tudományos Akadémia éves találkozóján "A 26 koreai áldozat budapesti elsüllyedése" címmel tartott előadást. Az Amerikai Igazságügyi Fogorvosszakértők Társoság éves találkozóján (Anaheim) a "Halál utáni szájzár feloldásának módszerei"-ről beszélt. 2020-ban tagja lett a Nemzetközi Igazságügyi-orvosszakértői Egyesületnek (International Association of Coroners and Medical Examiners), valamint az Egyesült Államok Nemzeti Szabványügyi és Technológiai Intézet mellett működő Igazságügyi Fogorvostani Tudományos Területi Bizottságok Szervezete Odontológiai Szakbizottságának.     
2021-ben az Interpol DVI fogorvosszakértői munkacsoportnak tartott előadást a dunai Hableány hajó balesetről. 2022-ben beválasztották az Amerikai Igazságügyi Fogorvosszakértő Társaság vezető testületébe. 2022 novemberében az Abu Dhabi-i rendőrség meghívta a igazságügyi konferenciára főelőadóként, ahol a DVI-missziókban szerzett tapasztalatairól számolhatott be. Előadásában olyan témákat érintett, mint a mentális egészségügyi problémák, a szakértők etikai és erkölcsi felelőssége, valamint a fogászati azonosítás elsődleges azonosítóként való használata. Dr. Faridot 2023-ban az Interpol DVI fogászati almunkacsoportjának helyettes elnökévé választották. Az elnöki tisztséget 2025-ben veszi át kétéves időtartamra. Ugyanebben az évben meghívást kapott előadóként és oktatóként az Európai Unió Bűnüldözési Képzési Ügynöksége DVI éves budapesti találkozójára, valamint a német hadsereg által szervezett 19. Nemzetközi Törvényszéki Szimpóziumra Münchenben.     
Itthon folyamatosan együtt dolgozik a hatóságokkal, tréningeket tart rendőrségi helyszínelőknek és közreműködik esetek azonosításában.
Többször is feltűnt a médiában, ahol a harapásnyom azonosítás és bűnügyi helyszíni feltárás és egyéb, az igazságügyi fogorvos szakértő tevékenységgel kapcsolatos témákról beszélt.
Fogászati csapatvezetőként tagja  volt a 2019 május 29-én történt dunai hajóbaleset (Hableány) áldozatait azonosító egységnek, a Magyarországon 2018 óta létező, Interpol-protokoll szerint kiképzett nemzeti DVI-nak (Disaster Victims Identification). A nemzetközi DVI az Interpol állandó munkacsoportjaként ajánlásokat fogalmaz meg a 190 tagállamnak, és segítséget nyújt tömegszerencsétlenségek, katasztrófák, terrorcselekmények halálos áldozatainak azonosításához. A magyar egység a Készenléti Rendőrség Nemzeti Nyomozó Iroda (KR NNI) alá tartozik. "A halott halott marad, de mindenkinek joga van ahhoz, hogy azonosítsák, elbúcsúztassák és eltemessék. A családtagoknak szükségük van erre a pszichés lezárásra, amit csak akkor tudnak elérni, ha megvan a holttest" – nyilatkozta Ajang Armin Farid igazságügyi fogorvos-szakértő a 168 Órának. A 2021 augusztusában Szabadbottyán mellett bekövetkezett busz-balesetnél szintén ő vezette a fogászati azonosító csapatot.    

## Szociális projektjei
1994-ben egy indiai fogászati projekt keretein belül, az ott élő lakosoknak segítettek és látták el őket fogászati tanácsokkal. 
A bahai közösség támogatásával létrejött serdülőcsoport foglalkozásokat tart, és több szociális projektben vesz rész velük, mint például ételosztás a hajléktalanoknak és filmforgatás.
A Mocha Frapuchino című film egyik készítője és rendezője, melynek egymillió forintot meghaladó bevételét a Nemzetközi Női Alapítványnak adták.
Dr. Ajang Armin Farid egy projektet indított el, melynek címe "Kiemelkedő magyarok az iráni emberi jogokért". Ez egy videó sorozat, amivel szeretnék felhívni a figyelmet az emberi jogok védelmére, és kifejezni a szolidaritást azon irániak iránt, akik nem vállalhatják fel alapvető emberi jogaikat. A projektben színészek, énekesek, művészek, újságírók és politikusok egyaránt felszólalnak. Az eddig elkészült videókban láthatjuk többek között Csányi Sándort, Sebestyén Mártát, Bayer Ilonát és Göncz Kingát is.
https://www.youtube.com/channel/UCze1P4LHCO84uHV9iceNi3A